# Cala Figuera
Cala Figuera este o arie protejată (arie specială de conservare — SAC, sit de importanță comunitară — SCI) din Spania întinsă pe o suprafață de 66,8 ha, integral marine.

## Localizare
Centrul sitului Cala Figuera este situat la coordonatele 39°57′23″N 3°11′02″E / 39.9564°N 3.184°E.

## Înființare
Situl Cala Figuera a fost declarat sit de importanță comunitară în aprilie 2004 pentru a proteja 1 specie de animale. Situl a fost protejat și ca arie specială de conservare în mai 2015.

## Biodiversitate
Situată în ecoregiunile marină mediteraneană și mediteraneană, aria protejată conține 1 habitat natural: Straturi cu Posidonia (Posidonion oceanicae).
La baza desemnării sitului se află o specie protejată de  mamifere: delfin mare (Tursiops truncatus).